# Sodalit
Sodalit, Na8 (Al6Si6O24)Cl2,  är ett medelhårt, färglöst till blått mineral som ofta uppträder tillsammans med nefelin i nefelinsyenit. I mineralogin klassas det som en fältspatoid.

## Etymologi och historia
Sodalit beskrevs första gången 1811 med förekomst inom dess fyndort i Ilimaussaqkomplexet Narsaq på västra Grönland. Mineralet är benämnt efter sitt natriuminnehåll ( det engelska ordet för natrium är sodium).

## Kristallstruktur
Sodalit är ett kubiskt mineral. Strukturen kan beskrivas som kubisk tätpackning av 6-ringar av kisel, aluminium och syre. Ringarna är placerade i riktning [111] det vill säga som på en (stympad) oktaeders ytor och tillsammans bildar de en bur. Åtta sådana burar har ett rum mellan sig. Burarna kan innehålla främmande ämnen, katjoner, anjoner men även vattenmolekyer.
| zentriert            |                                                   | zentriert                                               |
| Bild. 1: Sodalit-bur | Bild. 2: Sodalit-bur med positioner för Al och Si | Bild. 3: 8 sodalit-burar bildar en nionde bur i centrum |

## Egenskaper
Sodalit är ett lätt, relativt hårt men bräckligt mineral. Det är känt för sin blå färg, men färgen kan också vara grå, gul, grön eller rosa. Den blå färgen är mer som traditionell kungsblå än ultramarin. Färgen beror på extra komponenter, bland annat svavel som S3- och S4. Sodalit har ofta vita ådror eller fläckar av kalcit. Även om sodalit något liknar lazurit och lapis lazuli förekommer pyrit sällan i sodalit (pyrit är en vanlig komponent i "bergarten" lapis lazuli). 

## Förekomst
Mineralet förekommer vanligtvis i massiv form och hittas som infyllningar i plutoniskmagmatiska bergarter såsom nefelinsyeniter. Det förekommer tillsammans med andra mineral som är typiska för kiselundermättad miljö, sådan som innehållande leucit, cancrinit och natrolit men aldrig kvarts SiO2. Övriga intressanta mineral är nefelin, titanandradit, ägerin, mikroklin, sanidin, albit, kalcit, fluorit, ankerit och baryt.
Betydande fyndigheter av fint material är begränsad till några områden: Bancroft, Ontario, och Mont-Saint-Hilaire, Québec, i Kanada och Litchfield, Maine, och Magnet Cove, Arkansas, i USA. The Ice River komplex, nära Golden, British Columbia, innehåller sodalit. Mindre fyndigheter finns i Sydamerika (Bolivia och Brasilien), Myanmar, Portugal, Rumänien och Ryssland.

## Användning
Sodalit används i olika tillämpningar som prydnadssten. Mera enhetligt blått material används i smycken, där den formas till cabochoner och pärlor. Material med mindre storlek ses oftare som inläggningar i olika applikationer.
Sodalit tillmäts i vissa kretsar också hälsobringande eller magiska egenskaper.